# Духова (Пишминський міський округ)
Духова́ (рос. Духовая) — присілок у складі Пишминського міського округу Свердловської області.
Населення — 181 особа (2010, 233 у 2002).
Національний склад станом на 2002 рік: росіяни — 98 %.